# Citruspers

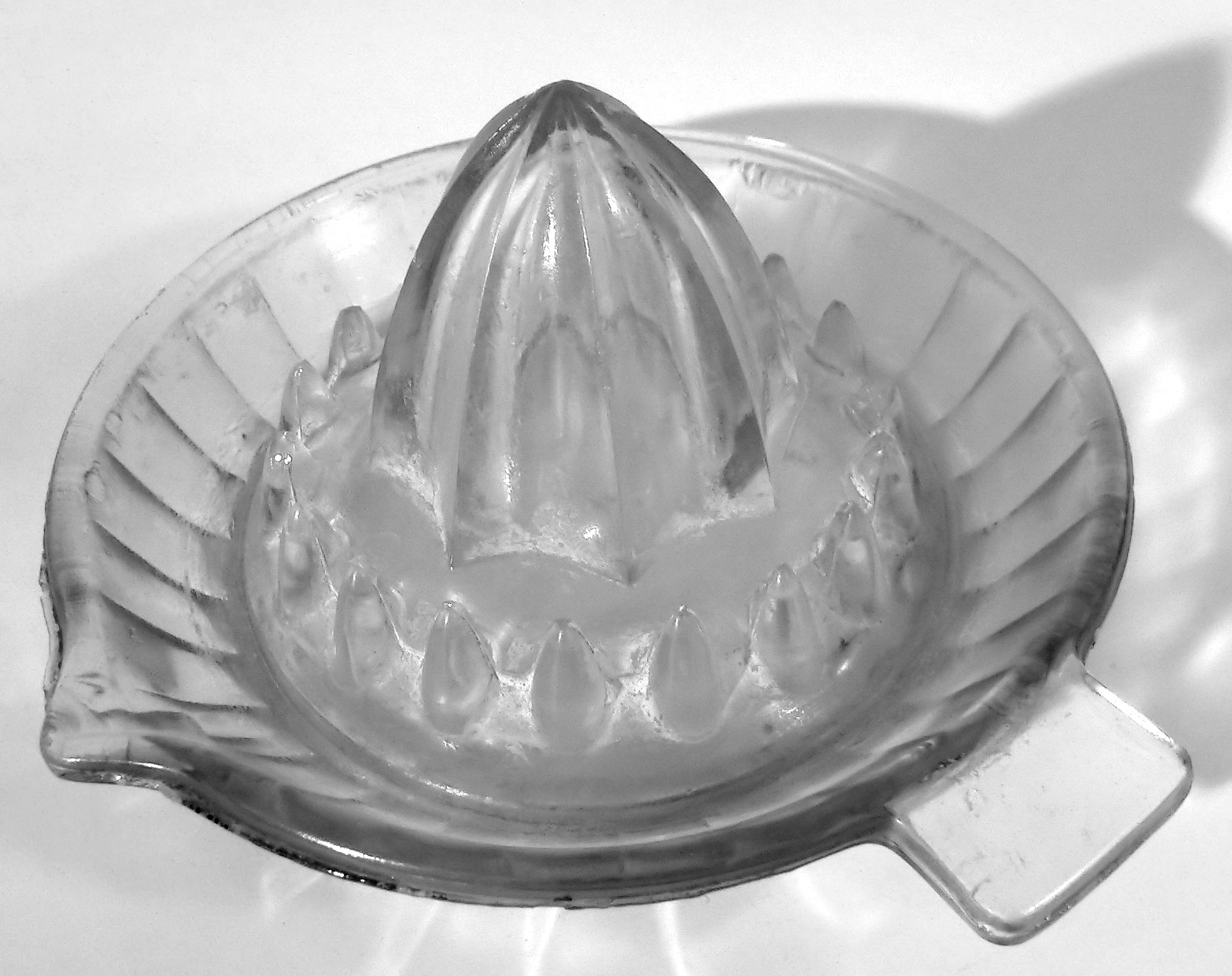
Eenvoudige handpers zonder kan

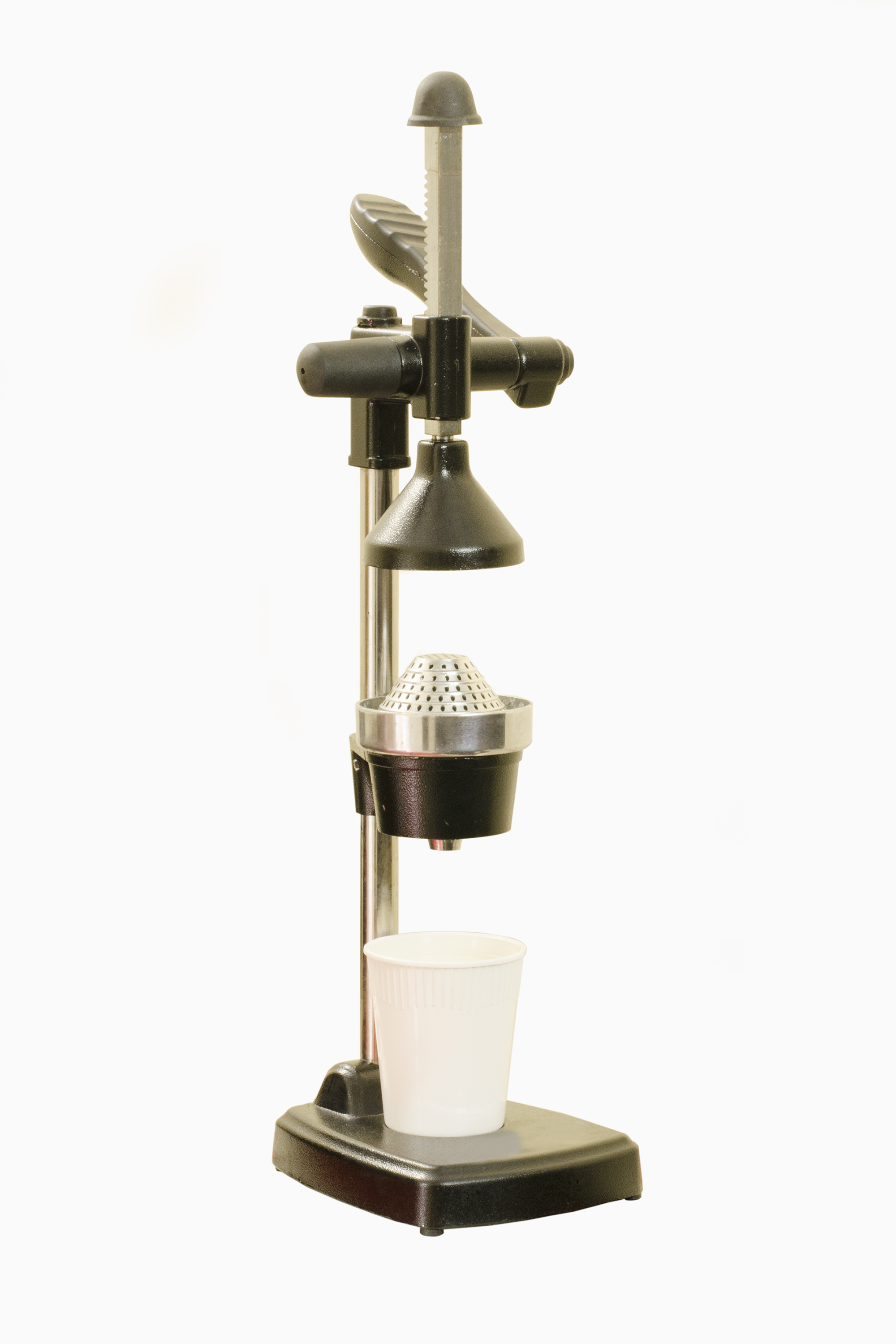
Handpers met draaimechaniek

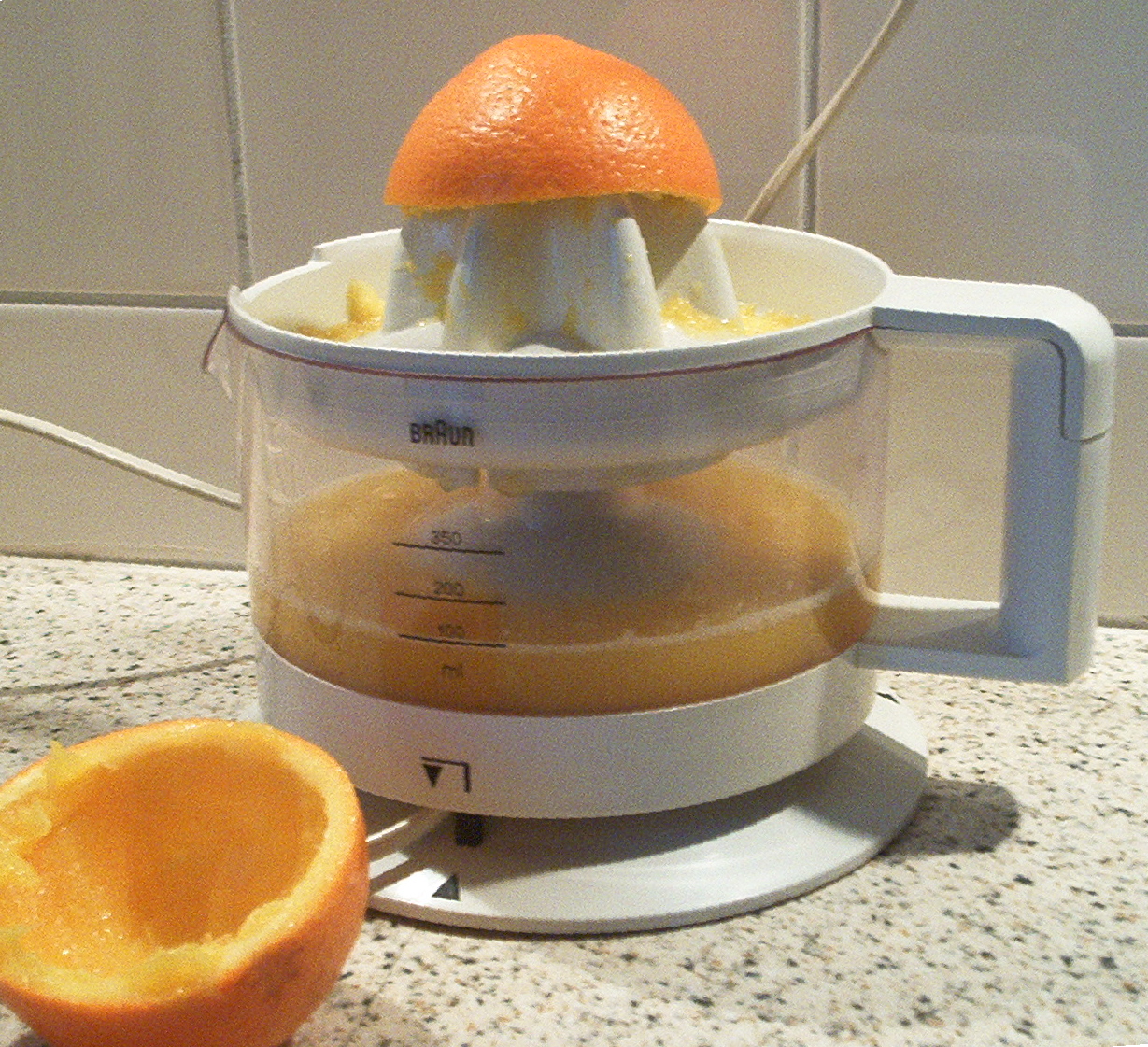
Elektrische citruspers met vrucht en sap

De citruspers is een apparaat voor het uitpersen van het sap uit citrusvruchten, zoals sinaasappel, citroen en grapefruit.

## Samenstelling

### Handpers
Een handpers bestaat veelal uit twee delen, een kan en een perskop. Om de citrusvruchten uit te persen dien je die op de pers te zetten en daarna met je hand en de vrucht draaibewegingen te maken. Er zijn ook handpersen die een draaimechaniek hebben waarmee de vrucht in beweging wordt gebracht.

### Elektrische pers
Een elektrische citruspers bestaat uit drie delen:
- Een onderstel met daarin de elektromotor voor de aandrijving, dat door middel van een snoer en stekker op het stopcontact kan worden aangesloten.
- Een kan voor het opvangen van het sap. Deze is op het onderstel geplaatst. In het midden bevindt zich een soort hals, waardoor de aandrijfas voor de eigenlijke pers omhoog steekt. De kan is voorzien van een handvat om hem op te pakken en leeg te schenken en een tuitje voor het uitschenken. De kan is van glasheldere kunststof gemaakt en meestal voorzien van een schaalverdeling, zoals op maatbekers en maatcilinders, zodat men kan zien hoeveel vruchtensap er geperst is. Er zijn ook modellen met onder de pers een schenktuit waarmee het sap rechtstreeks in een onder de tuit geplaatste kan of glas kan worden opgevangen. Deze worden vaak in de horeca gebruikt.
- De eigenlijke pers. Deze rust op de kan. Dit is in principe een schaaltje met geperforeerde bodem en een uitstulping in het midden, die is voorzien van grove ribbels, meestal vijf of zes stuks. Binnenin de uitstulping zit een uitsparing die aansluit op de omhoog stekende as. Door de citrusvruchten hierop te drukken, wordt de pers geactiveerd en worden ze direct uitgeperst. Er zijn ook modellen waarbij op een aparte knop moet worden gedrukt om de pers aan te zetten. Deze zijn vaak te vinden in de horeca, waar vaak veel sinaasappels in een keer moeten worden uitgeperst. Nadat op de knop is gedrukt, kan de pers continu blijven ronddraaien totdat deze weer is uitgeschakeld, zodat men snel achter elkaar meerdere sinaasappels kan uitpersen zonder lamme armen te krijgen. Zo kan gemakkelijk een hele kan in een keer gevuld worden met vers geperst sap. Ook bij een keukenmachine die als citruspers wordt gebruikt, dient men een aparte knop in te drukken om de pers te laten draaien.